# Robert Laugier
Robert François de Laugier (* 5. Februar 1722 in Nancy, Herzogtum Lothringen; † 17. Dezember 1793 in Reggio, Erzherzogtum Toskana Österreich-Este, HRR) war ein lothringischer Chemiker, Botaniker und Pharmazeut. Er lehrte als Professor an der Universität Wien und war der erste Direktor des Botanischen Gartens der Universität.

## Leben
Seine Eltern waren der in Nancy ansässige Pharmazeut Jean François Laugier und dessen Frau Barbe Gerard. Die Karriere seines älteren Bruders, des kaiserlichen Leibarztes Alexander Ludwig Laugier, beeinflusste Robert Laugiers Lebensweg. Er studierte in seiner Heimatstadt Medizin und Chemie. Nach seinem Interesse am Garten- und Pflanzenbau wurde er, auf Empfehlung des Herzogs Leopold von Lothringen nach Wien geschickt. 1749 wurde er als Professor für Chemie und Botanik an die Universität Wien berufen, nachdem dieser Lehrstuhl dort nach Vereinigung der beiden Lehrkanzeln neu eingerichtet worden war. Zu seinen Aufgaben gehörte die Errichtung eines botanischen Universitätsgartens am Rennweg, dessen Direktor er von 1754 bis 1768 war. Laugier kam zu dieser Zeit zunehmend in Konflikt mit Gerard van Swieten, Leibarzt von Maria Theresia und Dekan der medizinischen Fakultät. Swieten kritisierte unter anderem Laugiers mangelnde Lateinkenntnisse und in einer Denkschrift würdigte er von Laugiers Leistungen für die Universität nur dessen Bemühungen um den Bau des Anatomischen Theaters, wobei er selbst diese als wohl nicht uneigennützig einstufte. Er erwirkte eine Kürzung von Laugiers Gehalt und als dieser um seine Entlassung bat, stimmte er dieser zu, auch wenn er betonte, dass sie nicht sein Ziel gewesen sei. Die erwünschte Pension gewährte er bzw. Maria Theresia jedoch nicht. Laugiers Nachfolger als Professor und Gartendirektor wurde Nikolaus Joseph von Jacquin. Robert Laugier lehrte danach bis 1783 in Modena. 1793 starb er in Reggio.
Sein dreiteiliges pharmazeutisches Lehrbuch Institutiones pharmaceuticae sive philosophia pharmaceutica (Modena 1788 und 1791) ist bis heute eines seiner bekanntesten Werke.